# Municipalismo libertario
Il municipalismo libertario è un programma politico sviluppato dall'anarchico Murray Bookchin, basato sulla pratica della democrazia diretta per mezzo dell'istituzione di assemblee popolari in villaggi, paesi, quartieri e città, federate in una confederazione di municipalità libertarie in alternativa alla gestione in forma di Stato. Secondo Bookchin il municipalismo libertario è strettamente correlato all'obiettivo della municipalizzazione dell'economia, non della sua nazionalizzazione o privatizzazione, intendendo con questo l'acquisizione dei mezzi di sussistenza da parte della comunità e il controllo della vita economica da parte dell'assemblea cittadina.
In Rojava è in corso un tentativo di realizzazione pratica del municipalismo libertario nella forma del confederalismo democratico da parte dei curdi.